# تپه تی هله
تپه تی هله در شهرستان خرم‌آباد، بخش مرکزی، ۷۰۰ متری آبشار دره گرم واقع شده و این اثر در تاریخ ۲۷ بهمن ۱۳۸۲ با شمارهٔ ثبت ۱۰۹۳۳ به‌عنوان یکی از آثار ملی ایران به ثبت رسیده است.